# 紹卡坦鎮區 (明尼蘇達州林肯縣)
紹卡坦鎮區（英語：Shaokatan Township）是位於美國明尼蘇達州林肯縣的一個行政鎮區。

## 地方資料
紹卡坦鎮區的面積為99.27平方千米，當中陸地面積為94.93平方千米，而水域面積為4.34平方千米。根據2020年美國人口普查的數據，當地共有人口209人，而人口密度為每平方千米2.11人。